# 圣马蒂诺卡纳韦塞
圣马蒂诺卡纳韦塞（義大利語：San Martino Canavese）是意大利都灵省的一个市镇。总面积9平方公里，人口866人，人口密度96.2人/平方公里（2009年）。ISTAT代码为001247。